# Sean Moore
Sean Anthony Moore (Pontypool, 30 de julio de 1968) es el compositor, baterista/percusionista y ocasionalmente trompetista de la banda galesa Manic Street Preachers.

## Primeros años
Asistió a la escuela local Oakdale Comprehensive (en Blackwood) con su primo James Dean Bradfield y los otros futuros miembros de la banda Nicky Wire y Richey James Edwards.

## Vida personal
Moore es fan del Liverpool F.C. y Michael Schumacher. Ha estado casado con su esposa Rhian desde el año 2000 y viven con su hija Matilda Poppy y su hijo Felix Philip Oscar Moore. En abril de 2009 nació otro hijo, cuyo nombre no fue anunciado.

## Rol en la banda
Según la biografía de la banda, Everything (a book about Manic Street Preachers), «Sean Moore es posiblemente la única persona del rock que no se tome a los Manics seriamente». Es el más tranquilo de los Manics, pero según sus compañeros de banda es la fuerza musical que los dirige. En sus primeros días en la banda, era frecuentemente confundido con una mujer debido a su apariencia; tenía el pelo largo y parecía como una mujer a veces. Es el único miembro de Manic Street Preachers que no ha lanzado un álbum en solitario.
Es bien sabido por sus compañeros de grupo (y fanes) que Moore es un comprador obsesivo, y adonde sea que vaya la banda, usualmente se va con más equipaje de lo que había traído.
- Datos: Q2255749